# Анплагд, Ч. 1
«Анплагд, Ч. 1» — дебютный акустический альбом группы Neverlove, выход которого состоялся 4 августа 2022 года. Пластинка состоит из семи композиций общей длительностью 20 с половиной минут.

## Описание
Пластинка представляет собой сборник из семи акустических композиций, ранее выпущенных в других альбомах группы. В «Анплагд, Ч. 1» вошли:
- Три песни из альбома Sexmetal («Лисий-кисий», «Инфернальные изгибы», «Каждый раз»).
- Две песни из альбома «Лавметал, который вы заслужили» («Поцелуи», «Вэбкамщица»)
- Две песни из альбома «Реклаврок» («Без резинки», «Тяночка»).

Данный релиз предлагает слушателям альтернативную интерпретацию известных песен, выполненную в акустическом формате.

## Критика
Альбом получил оценку 6 из 10 от Алексея Мажаева (InterMedia), что отражает неоднозначное восприятие релиза. Мажаев отмечает, что группа уверенно заняла свою нишу на российской сцене, исполняя задорный глэм-рок с откровенными текстами о сексе, что ранее считалось неприемлемым в отечественной музыке. Лидер группы Ярослав Степанов сумел сделать такой нестандартный для русского языка контент приемлемым и даже привлекательным для тех, кто готов выйти за рамки мейнстримовых вкусов.
Тем не менее, переход от хард-рокового мелодизма к балладному стилю оказался для Neverlove рискованным. Композиция «Без резинки», откровенная баллада о желании заняться незащищённым сексом, рискует перейти в область пошлости, что при такой тематике практически неизбежно. Мажаев подчёркивает, что эта песня представляет собой особенно сложное испытание для группы.
Особой критике подверглась идея выпустить акустические версии песен. Убирая электрогитарное звучание, Ярослав Степанов поставил себя в уязвимое положение: тексты стали разборчивее, а мелодии — более открытыми для оценки. Некоторые песни, такие как «Инфернальные изгибы», оказались недостаточно подходящими для акустического исполнения, с их крикливым вокалом на фоне мягкого аккомпанемента. Тем не менее, песня «Каждый раз» в акустической версии воспринимается более органично, а «Тяночка» выделяется своей искренностью. В этой композиции Степанов смог пробиться через слой стёба и пошлости, добившись неожиданной откровенности, которая вызывает у слушателя сочувствие.

## Список композиций
Слова и музыка всех песен — Neverlove.
| №                   | Название                         | Длительность |
| ------------------- | -------------------------------- | ------------ |
| 1.                  | «Лисий-кисий (Acoustic)»         | 3:24         |
| 2.                  | «Инфернальные изгибы (Acoustic)» | 3:10         |
| 3.                  | «Поцелуи (Acoustic)»             | 2:22         |
| 4.                  | «Каждый раз (Acoustic)»          | 2:51         |
| 5.                  | «Без резинки (Acoustic)»         | 2:45         |
| 6.                  | «Тяночка (Acoustic)»             | 3:28         |
| 7.                  | «Вэбкамщица (Acoustic)»          | 2:36         |
| Общая длительность: | Общая длительность:              | 20:36        |